# 인터퍼블릭 그룹
인터퍼블릭 그룹(Interpublic Group of Companies, Inc. IPG)은 미국의 글로벌 광고 및 마케팅 회사 회사이다. 이 회사는 FCB, IPG 미디어브랜즈(IPG Mediabrands), 맥캔 월드그룹(McCann Worldgroup), 멀렌로우 그룹(MullenLowe Group), 마케팅 스페셜리스트(Marketing Specialists)라는 5개의 주요 네트워크와 함께 홍보, 스포츠 마케팅, 인재 대행 및 헬스케어 분야의 여러 독립적인 전문 기관들로 구성되어 있다. WPP, Publicis, Omnicom 과 함께 "Big 4" 광고 회사이다. Phillippe Krakowsky는 2021년 1월 1일에 회사의 CEO로 취임하였다.

## 역사
1930년 10월 2일, HK 맥캔 회사(HK McCann Co., 1911년 설립)와 에릭슨 회사(Erickson Co., 1902년 설립)가 합병하여 IPG가 뉴욕에서 맥캔-에릭슨(McCann-Erickson)이라는 이름으로 설립되었다. 그 당시 기준으로 가장 규모가 큰 광고대행사였다.
1960년, 맥캔은 4개의 운영 부문으로 재편되었으며, 각 부문은 새로운 지주회사에 보고하게 되었다. 이 4개 부문은 McCann-Erickson Advertising(미국), McCann-Erickson Corp.(해외), McCann-Marschalk, 그리고 Communications Affiliates였다. 1961년 1월, 맥캔은 이름을 인터퍼블릭 그룹(Interpublic Group, IPG)으로 변경하고, 맥캔-에릭슨(McCann-Erickson)을 자회사로 두어 최초의 마케팅 서비스 관리 지주회사를 설립했다.

## 회사
IPG는 6개 그룹으로 구성된 수십 개의 기업으로 이루어져 있다. 3개의 글로벌 네트워크는 다음과 같다: 푸트, 콘 & 빌딩(Foote, Cone & Belding, FCB), 맥캔 월드그룹(McCann Worldgroup), 멀렌로우(MullenLowe). 또한, 미디어 서비스 회사인 IPG 미디어브랜즈(IPG Mediabrands), 마케팅 서비스 그룹인 마케팅 스페셜리스트(Marketing Specialists), 그리고 몇몇 독립적인 국내 디지털 에이전시들이 포함되어 있다.